# Judo-Grand-Slam-Turnier in Duschanbe
Das Grand-Slam-Turnier in Duschanbe ist ein Judo-Turnier in Duschanbe. Es fand 2025 zum ersten Mal statt.

## Vorgeschichte
2023 und 2024 fand bereits ein Grand-Prix-Turnier in Duschanbe statt.

## Siegerliste des Turniers 2025
Das erste Grand-Slam-Turnier in Duschanbe fand vom 2. bis zum 4. Mai 2025 statt.
| Gewichtsklasse     | Männer              | Land                         | Frauen               | Land                   |
| ------------------ | ------------------- | ---------------------------- | -------------------- | ---------------------- |
| Superleichtgewicht | Balabəy Ağayev      | Aserbaidschan                | Anudari Jamsran      | Mongolei               |
| Halbleichtgewicht  | Nuralij Emomalij    | Tadschikistan                | Amandine Buchard     | Frankreich             |
| Leichtgewicht      | Muhiddin Asadulloev | Tadschikistan                | Sarah Léonie Cysique | Frankreich             |
| Halbmittelgewicht  | Somon Mahmadbekow   | Tadschikistan                | Gankhaich Bold       | Mongolei               |
| Mittelgewicht      | Eljan Hajiyev       | Aserbaidschan                | Lara Cvjetko         | Kroatien               |
| Halbschwergewicht  | Dzhafar Kostoev     | Vereinigte Arabische Emirate | Emma Reid            | Vereinigtes Königreich |
| Schwergewicht      | Temur Rahimow       | Tadschikistan                | Jia Chundi           | China                  |